# Suseo-dong
Suseo-dong é um bairro de Gangnam-gu em Seul, Coreia do Sul. O nome Suseo é originado a partir do rio Han, que flui na parte oeste da região.

## Atrações
- Parque Natural da Montanha Daemo
- Tumba de Gwangpyeongdaegun

## Transportes
- Linha 3 do Metrô de Seul
  - Estação Suseo